# Distrito electoral de Cedar (condado de Boone, Nebraska)
Cedar (en inglés: Cedar Precinct) es un distrito electoral ubicado en el condado de Boone en el estado estadounidense de Nebraska. En el Censo de 2010 tenía una población de 609 habitantes y una densidad poblacional de 1,92 personas por km².

## Geografía
Cedar se encuentra ubicado en las coordenadas 41°33′2″N 98°9′15″O / 41.55056, -98.15417. Según la Oficina del Censo de los Estados Unidos, Cedar tiene una superficie total de 317.6 km², de la cual 317.26 km² corresponden a tierra firme y (0.11%) 0.34 km² es agua.

## Demografía
Según el censo de 2010, había 609 personas residiendo en Cedar. La densidad de población era de 1,92 hab./km². De los 609 habitantes, Cedar estaba compuesto por el 98.52% blancos, el 1.15% eran afroamericanos, el 0.16% eran amerindios y el 0.16% pertenecían a dos o más razas. Del total de la población el 0.33% eran hispanos o latinos de cualquier raza.